# 台灣山菊
台灣山菊（學名:Farfugium japonicum var. formosanum）多年生草本植物，僅分佈於臺灣。廣泛分佈於全臺道路兩側、林緣、山壁與多岩石的草地。海拔100-2000m皆有分佈。陽明山國家公園巴拉卡公路一帶有多且穩定的族群。
與山菊(Farfugium japonicum (L.) Kitam.)之型態差異在於其葉緣微波浪狀且具有明顯鋸齒。

## 型態
多年生草本植物，具粗壯地下莖。莖具灰褐色毛或光滑無毛，基生葉厚，腎形，徑4-15 x 6–30 cm，葉緣波浪狀、淺裂或鋸齒狀，具7-9齒。葉柄不具翼，長10-38 cm，基部膨大，表面密被絨毛。

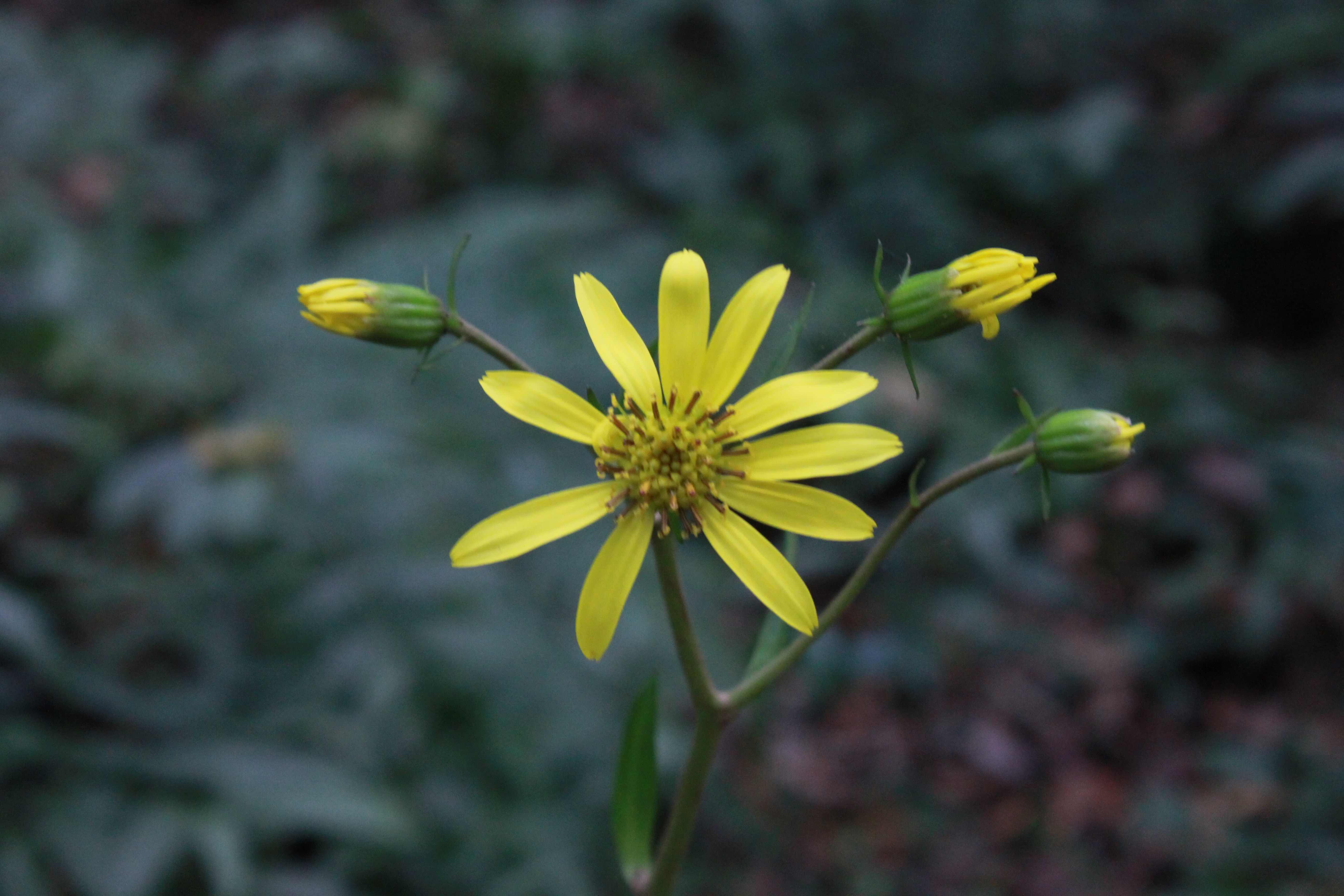
Inflorescence of Farfugium japonicum var. formosanum at Erziping, Yangmingshan National Park, Taipei, Taiwan.

秋末冬初開花。花梗長30-75cm，具有苞片。頭花呈疏鬆的繖房花序，花序梗長1.5-7cm。總苞苞片等長，長橢圓形，具有細毛。小苞片狹長披針形。花序外圍顯眼者為舌狀花，雌性花，花冠黃色；中央為管狀花，花冠深黃色，為兩性花。瘦果圓柱狀，長5-6.5 mm，具毛。冠毛長8-11 mm，白色剛毛狀，不等長。

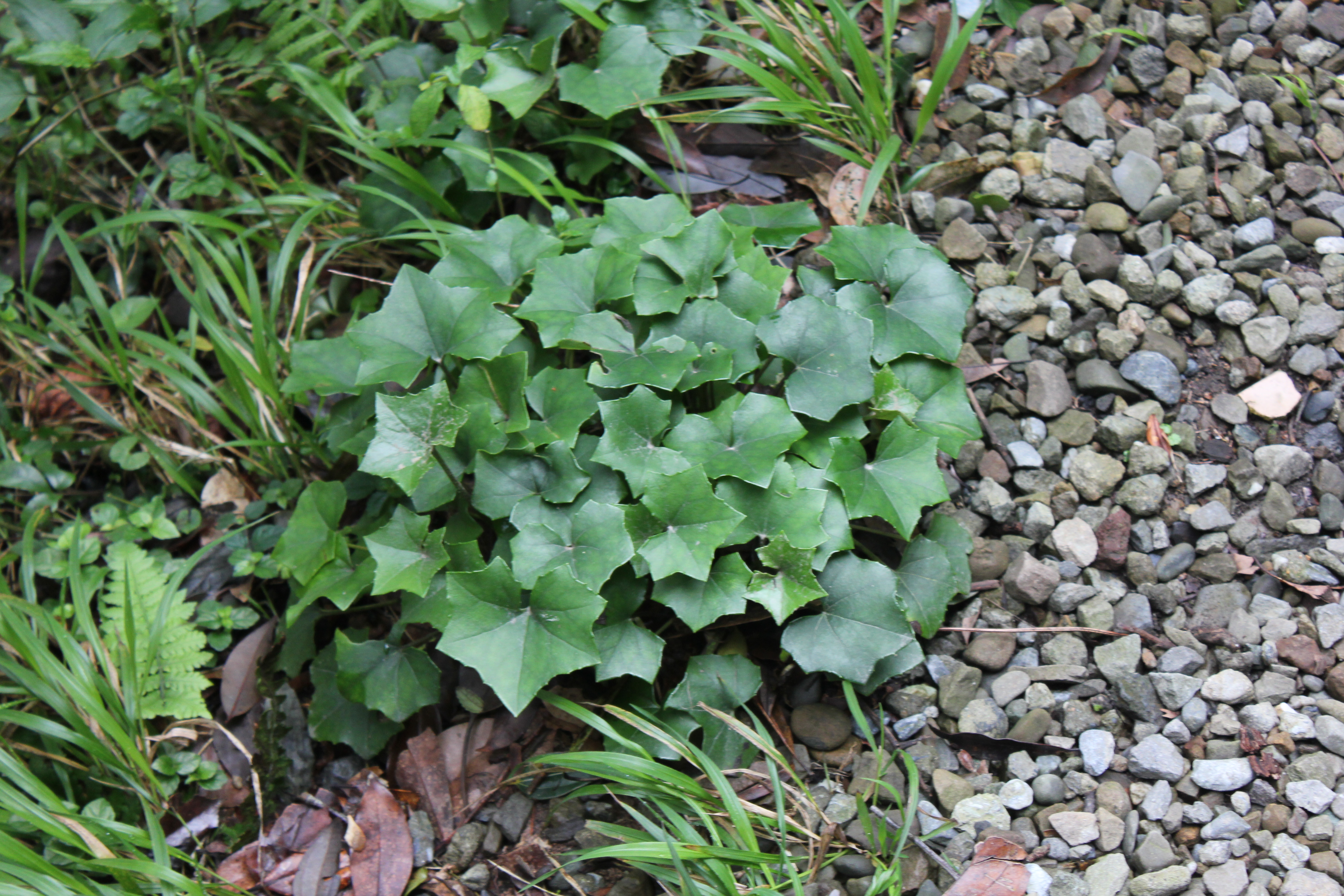
Reniform leaves of Farfugium japonicum var. formosanum at Erziping,Yangmingshan National Park, Taipei, Taiwan.

染色體數2n=60。

## 命名歷史
1919年，日籍植物學者早田文藏在其著作《台灣植物圖譜》中首先發表，命名為Ligularia tussilaginea var. formosana。
1928年，時任臺北帝國大學理學部助教授的山本由松在其著作《續台灣植物圖譜》中將其更名為L. nokozanensis；其後，正宗嚴敬於1933年將其重新命名為 L. formosana。
1939年，日本京都大學菊科植物分類學者北村四郎於日本植物分類學會期刊《Acta phytotaxonomica et geobotanica》中將其改置於山菊屬(Farfugium)，命名為F. japonicum var. formosanum，為山菊的一個變種。
1989年所出版之《中國植物誌》第77(2)卷將其與原變種F. japonicum var. japonica併為一種，並將其中文寫作為大吳風草。
2000年所出版之《臺灣植物誌》第二版第4卷則依其葉緣型態差異，維持了北村四郎的分類處理，仍視台灣山菊為一變種。